# Elkin González
Elkin González (La Libertad, Honduras, 29 de septiembre de 1980) es un exfutbolista hondureño. Jugó como mediocampista.

## Trayectoria
Debutó en el máximo circuito del fútbol hondureño un 4 de abril del 2000 con la camisa de Real España, donde jugó durante 10 temporadas, luego fue cedido a Hispano, Universidad de Guatemala, Parrillas One y Real Sociedad, también destacó en selecciones nacionales juveniles y absolutas.  

## Selección nacional
Ha sido internacional con la Selección de fútbol de Honduras en doce ocasiones. Debutó con Honduras el 11 de octubre de 2003 en un encuentro que su selección sostuvo ante Bolivia en Washington D. C.. El partido finalizó con derrota 1-0 para Honduras.

## Clubes
| Club                   | País      | Año         |
| ---------------------- | --------- | ----------- |
| Real España            | Honduras  | 2000 - 2010 |
| Hispano                | Honduras  | 2010        |
| Universidad San Carlos | Guatemala | 2011        |
| Real Sociedad          | Honduras  | 2011        |
| Parrillas One          | Honduras  | 2012        |
| Real Sociedad          | Honduras  | 2012 - 2017 |